# Кантон (сграда)
Кантон (на френски: canton) е малка сграда край шосе или железопътна линия, предназначена за различни цели.
Точното предназначение зависи от региона и страната. В определени случаи кантон може да се използва за малка станция, контролен пункт, обект за обслужване на транспорта или друга сграда, свързана с инфраструктурата на пътищата или железопътната мрежа, както и за сграда, в която се монтират трансформаторни съоръжения.